# أوغستا فيلهلمين من هسن-دارمشتات
لاندغرافين أوغستا فيلهلمين من هسن-دارمشتات (بالألمانية: Auguste Wilhelmine von Hessen-Darmstadt) (14 أبريل 1765 - 30 مارس 1796)؛ كانت دوقة تسفايبروكن القرينة من خلال زواجها من ماكسيميليان، وأيضا هي والدة لودفيغ الأول ملك بافاريا.

## السيرة الذاتية
ولدت أوغستا فيلهلمين في دارمشتات؛ هي الابنة الرابعة والطفل التاسع لأمير غيورغ فيلهلم من هسن-دارمشتات والكونتيسة ماريا لويز من لينينغن-فالكنبورغ-داكسبورغ.
في 30 سبتمبر 1785 أصبحت متزوجة من الكونت ماكسيميليان من بالاتينات-تسفايبروكن (لاحقاً ملك بافاريا).
كان ماكسيمليان ضابطاً في الجيش الفرنسي المتمركز في ستراسبورغ، بحيث الزوجين غالباً كان ما يزورا باريس؛ بحيث استطعت أن يتلقي مع الملكة ماري أنطوانيت، بحيث كانت بينهم مراسلات مستمرة.
في 1789 قاوم ماكسيمليان فوج الثورة، ومع ذلك فر هو وزوجته إلى بلاط والدها في دارمشتات، على المدى خمسة سنين التالية عاشا معظم حياتهم في مدينة مانهايم المجاورة، ومع ذلك تعرض المدينة للهجوم من قبل الفرنسيين في ديسمبر 1794 وكما تعرض منزلهما للقصف من المدفعية الفرنسية، مما أدى إلى فرارهما.
في أبريل 1795 خلف ماكسيمليان شقيقه المتوفي كارل الثاني كـ دوق تسفابيروكن، إلا أن دوقيته أصبحت محتلة بالكامل من قبل الفرنسيين، مع ذلك استسلمت أوغستا للموت في العام التالي عن العمر يناهز الثلاثون، استطاع زوجها في 1797 الزواج من قريبته كارولين من بادن التي انجبت له العديد من البنات آخريات، وبعد عامين ورث زوجها انتخابيتين بافاريا وبالاتينات، وبعد حل الإمبراطورية الرومانية المقدسة في 1806 أصبح أول ملك بافاريا، وعند وفاته في 1825 أصبح ابنها البكر لودفيغ ملك بافاريا التالي.

## الذرية
انجبت أوغستا فيلهلمين خمسة أبناء لماكسيمليان:-
1. لودفيغ الأول ملك بافاريا (1786 - 1868)؛ هو متزوج من تيريز من ساكس-هيلدبورغهاوزن؛ لهم تسعة أبناء بما في ذلك الملكين ماكسيمليان الثاني ملك بافاريا وأوتو الأول ملك اليونان.
2. أوغستا أمالي لودوفيكا دوقة ليوتشتنبورغ (21 يونيو 1788 - 13 مايو 1851)؛ تزوجت من يوجين دو بوارنيه ربيب نابليون بونابرت؛ لهم ذرية، بما في ذلك ملك البرتغال القرين وملكة السويد والنرويج القرينة وإمبراطورة البرازيل القرينة.
3. أمالي ماري أوغستا (9 أكتوبر 1790 - 24 يناير 1794)؛ توفيت وهي طفلة.
4. كارولين أوغستا (8 فبراير 1792 - 9 فبراير 1873)؛ تزوجت من مرتين أولاً من فيلهلم الأول أمير فورتمبيرغ الوراثي (لاحقاً ملك فورتمبيرغ)؛ طُلقت منه في 1814، وثم تزوجت في 1816 من فرانز الأول إمبراطور النمسا؛ ومع ذلك ليس لديها أبناء من كلا الزوجين.
5. كارل تيودور (7 يوليو 1795 - 16 أغسطس 1875)؛ متزوجاً زواجاً مرغنطياً لديه ابنتان وابن.